# Noctuelia tristrigalis
Noctuelia tristrigalis là một loài bướm đêm trong họ Crambidae.